# Mrzla gora
La Mrzla gora est un sommet des Alpes, à 2 203 m, dans les Alpes kamniques, entre l'Autriche et la Slovénie.
Le versant sud et son prolongement vers l'est forment la rive gauche de la vallée de Logarska dolina où se trouve la source de la Savinja ainsi que la chute d'eau slap Rinka.
Le versant nord-est se présente en fin de la vallée Matkov kot. Cette vallée et son cours d'eau Jezera est le premier affluent rive gauche de la Savinja.
La crête nord et son prolongement vers le nord (notamment Krnička gora 2 064 m et Matkova Kopa 1 957 m) séparent les vallées Matkov kot et Vellacher Kotschna / Belska Kočna, formant une ligne de partage des eaux (Save / Drave). Le col, au faîte des vallées Logarska dolina et Vellacher Kotschna / Belska Kočna, s'appelle Savinjsko sedlo / Sannthaler Sattel.
Le versant nord-ouest forme le début de la rive droite de la vallée Vellacher Kotschna / Belska Kočna et de son cours d'eau Vellach / Bela.
Frischauf, Matek et Piskernik ouvrirent ce « dernier grand problème » des Alpes kamniques en 1877, par la voie nord-est.

## Accès
La voie normale, la plus ardue du massif, est au départ du refuge Frischaufov dom (Okrešelj). Elle remonte la vallée en direction du col Savinjsko sedlo / Sannthaler Sattel puis rejoint le sommet par la crête sud-ouest.

## Sources
- (sl) Silvo Babič, Tone Golnar, Plezalni vodnik Logarska dolina - zahodni del, Ljubljana, Planinska zveza Slovenije, 1999 (ISBN 961-6156-18-7). -guide d'alpinisme pour Logarska dolina, partie occidentale (Club alpin slovène).
- (sl) Tine Mihelič, Rudi Zaman, Slovenske stene, Radovljica, Didakta, 2003 (ISBN 961-6463-47-0). -guide d'alpinisme et livre reconnu, couvrant les parois slovènes.
- (sl) Vladimir Habjan, Jože Drab... et al., Kamniško-Savinjske Alpe : planinski vodnik, Ljubljana, Planinska zveza Slovenije, 2004 (ISBN 961-6156-52-7). -guide de randonnée alpine pour les Alpes kamniques (Club alpin slovène).
- PzS (N° 266), GzS, Grintovci -  1 : 25 000[3], Ljubljana, 2005. -carte du Club alpin slovène.